# Emma Coeckelbergh
Pour les articles homonymes, voir Coeckelbergh.
 (septembre 2022).
La mise en forme du texte ne suit pas les recommandations de Wikipédia : il faut le « wikifier ».
Les points d'amélioration suivants sont les cas les plus fréquents :
- Les titres sont pré-formatés par le logiciel. Ils ne sont ni en capitales, ni en gras.
- Le texte ne doit pas être écrit en capitales (les noms de famille non plus), ni en gras, ni en italique, ni en « petit »…
- Le gras n'est utilisé que pour surligner le titre de l'article dans l'introduction, une seule fois.
- L'italique est rarement utilisé : mots en langue étrangère, titres d'œuvres, noms de bateaux, etc.
- Les citations ne sont pas en italique mais en corps de texte normal. Elles sont entourées par des guillemets français : « et ».
- Les listes à puces sont à éviter, des paragraphes rédigés étant largement préférés. Les tableaux sont à réserver à la présentation de données structurées (résultats, etc.).
- Les appels de note de bas de page (petits chiffres en exposant, introduits par l'outil «  Source ») sont à placer entre la fin de phrase et le point final[comme ça].
- Les liens internes (vers d'autres articles de Wikipédia) sont à choisir avec parcimonie. Créez des liens vers des articles approfondissant le sujet. Les termes génériques sans rapport avec le sujet sont à éviter, ainsi que les répétitions de liens vers un même terme.
- Les liens externes sont à placer uniquement dans une section « Liens externes », à la fin de l'article. Ces liens sont à choisir avec parcimonie suivant les règles définies. Si un lien sert de source à l'article, son insertion dans le texte est à faire par les notes de bas de page.
- La présentation des références doit suivre les conventions bibliographiques. Il est recommandé d'utiliser les modèles {{Ouvrage}}, {{Chapitre}}, {{Article}}, {{Lien web}} et/ou {{Bibliographie}}. Le mode d'édition visuel peut mettre en forme automatiquement les références.
- Insérer une infobox (cadre d'informations à droite) n'est pas obligatoire pour parachever la mise en page.

Pour une aide détaillée, merci de consulter Aide:Wikification.
Si vous pensez que ces points ont été résolus, vous pouvez retirer ce bandeau et améliorer la mise en forme d'un autre article.
Emma Coeckelbergh (née à Anvers le 22 septembre 1851 - morte à Ixelles le 17 février 1921) aussi connue sous le nom d’Emma Tinel, est une poétesse belge et l'épouse du pianiste et compositeur Edgar Tinel.

## Biographie

### Premières années et jeunesse
Coeckelbergh est née le 22 septembre 1851 à Anvers. Elle est le deuxième enfant de la famille de Franciscus Julianus Coeckelbergh et Maria Ludovica Paridaens. Son grand-père Pieter Josephus est venu de Puurs et était un imprimeur. Le père était un commis itinérant de Puurs. D'Anvers, la famille a déménagé à Sint-Niklaas le 10 décembre 1871. Là, ses parents dirigeaient une usine textile. En 1878, le père et la mère Coeckelbergh ont déménagé à Temse, où le père est décédé le 19 décembre 1879.

### Poétesse
Âgée d'une vingtaine d'années, Coeckelbergh entra en contact avec Évariste Carrance, docteur en droit et poète français, né à Bordeaux le 3 octobre 1842 et décédé le 31 octobre 1916. Il était d'origine portugaise. Il a été l'initiateur du « Concours poétiques à Bordeaux ». Il a laissé environ 100 œuvres : comédies, poésie, romans et chansons maçonniques. Ils correspondent et il y a un respect mutuel.
Carrance a publié trois poèmes de Coeckelbergh, dont un poème dédié à Edgar Tinel: « Adieux à M. Edgar Tinel ». C'était le 19 octobre 1875, deux jours après le concert d'Edgar Tinel à Sinay , où elle le rencontra.
En 1874, parut le « Conte Indien. La Mandragore, poème, », Anvers, rue de la Vigne, 10, éd. L. de la Montagne, 1874, 64 p.
En 1874, son recueil « Heures Perdues » est publié, Sint-Niklaas, aux éditions J. Edom, 1874, 87p. On retrouve ici en p. 59, en préface du poème « Elle et Pâquerette », un extrait d'un poème d'Évariste Carrance. 
En 1875, le recueil « Les Épines » est édité par le même imprimeur. On trouve ici aussi en p.56 un fragment de poème d'Évariste Carrance en préface au poème « Réflexions ». Le poème « Pourquoi ? » p. 35 de « Les Épines » a reçu une mention honorable au 14e « Concours poétiques » de Bordeaux,' le 15 mai 1875. 
Ses poèmes montrent que Coeckelbergh était une jeune femme très sensible, romantique, mélancolique avec beaucoup d'empathie envers ses proches. Elle sympathise avec une orpheline (Console-toi), avec ses amis, avec sa sœur et son frère (Réponse, A Julienne, Boutade, A ma Sœur...). Elle sympathise avec les malades, réconforte les survivants (Petite sœur dormait, A la mémoire de mademoiselle Marie Lenaers ...). Elle s'est également inspirée du christianisme (Enfants, Priez ! La Religion et l'Amitié, A ma Reine ...). Dans de nombreux poèmes, elle décrit la nature qui l'entoure (Les Orages, Les Nids d'Oiseaux, Charmante Rose, Comme les Hirondelles ...)
En mai 1877, le recueil « Sentiers Perdus » fut publié avec préface d'Alphonse Le Roy , chez Typographie de de Mlle M. Weissenhruch, Imprimeur du Roi, 45, Rue du Poinçon, 45, Bruxelles. 144 p.
Alphonse Le Roy était professeur à l' Université de Liège et président de l' Académie royale de Belgique . Le recueil est dédié à Henri Conscience. Ce recueil comprend le poème "À Ma mère morte" (p. 7) avec lequel Coeckelbergh remporta une médaille de bronze au 16e "Concours poétiques de Bordeaux" le 15 juin 1876, ainsi que le poème "Dieu" avec lequel elle reçut une mention "très honorable" 17e en 1876 concours poétique.

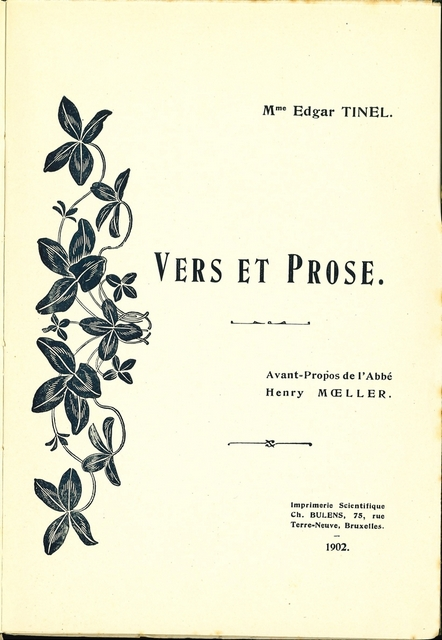
Vers et prose

En 1902, est publié le recueil « Vers et Proses ». Les poèmes ne sont pas datés sauf quelques-uns. Le recueil « Vers et Proses ». a été publié avec des décorations "Arts nouveaux".
Coeckelbergh est restée en contact par correspondance avec d'autres auteurs: Louise Stratenus , Catharina Alberdingk Thijm.
Le musée Edgar Tinel possède un cahier (VAR015) contenant des poèmes et des morceaux de prose de Coeckelbergh, qui ont été publiés dans les journaux. Cela montre qu'elle a également écrit sous les pseudonymes « Manuel » et « SL ». Ce cahier contient également des poèmes manuscrits avec les ratures qui s'imposent.

### Rencontre avec Edgar Tinel
Edgar Tinel avait vu le recueil de poèmes « Heures perdues » chez un ami et était si enthousiaste qu'il a mis en musique un certain nombre de poèmes. Ce sera son opus 5: « Quatre mélodies pour chant avec accompagnement de piano ». Pour les publier, il a demandé la permission du poète par lettre.
Coeckelbergh accepta et écrivit à Tinel que son nouveau recueil « Les Épines » sera publiée le 15 septembre (1875). Elle lui en enverrait une copie. Ils ont continué à s'envoyer des lettres et Edgar Tinel l'a invitée à un concert organisé par la municipalité de Sinaai, où il jouera Liszt, Schubert et Hans van Bülow . Il lui a envoyé les invitations à la maison et c'est ainsi qu'ils se sont rencontrés. Après le concert, Edgar Tinel a noté dans son journal :  "J'ai trouvé la fiancée de mes aspirations, de mes rêves ; j'ai trouvé mon Emma!"
Après deux ans de fiançailles, ils se marient le 1er septembre 1877, année où Edgar Tinel remporta le prix de Rome avec Klokke Roeland. Ils s'installent à Bruxelles dans la rue Tenbosch. Le mariage n'a pas eu le plein consentement de la Mère d'Edgar Tinel (Catherine Wagemans, 1823-1881) ; deux jours avant le mariage, elle n'avait toujours pas donné son consentement. Emma Coeckelbergh était une femme que la Mère d'Edgar Tinel ne pouvait aimer. La mère et le fils se sont séparés. Les contacts sont restés de glace jusqu'à l'arrivée du premier enfant ; à la naissance de "Jefke", elle a accepté Emma comme sa belle-fille.  

### Enfants

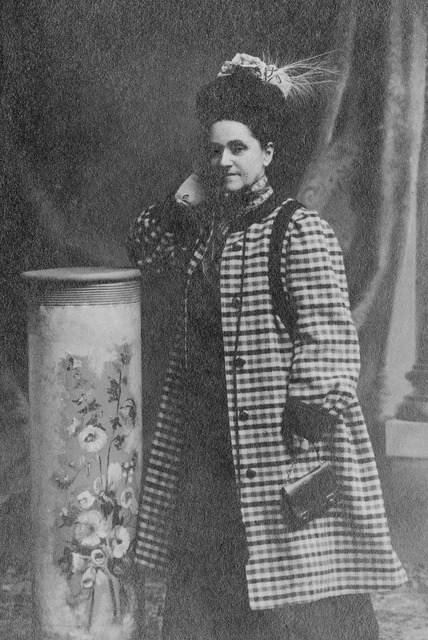
Emma Coeckelbergh

Emma Coeckelbergh et Edgar Tinel ont eu six fils : Jef (09/06/1878-1913), Jan (15/02/1880-1942), Franz (08/03/1882-?), Guido (24/08/1885-1957), Antoine (16/01/1890-1920) et Paul (29/04/1892-1974).
Après la mort d'Edgar Tinel (28 octobre 1912), Emma Coeckelbergh est restée avec ses fils Antoine et Paul. Le fils aîné Jef fut ordonné prêtre en 1903 et curé à la paroisse Notre Dame de Bon Secours à Bruxelles. Il est décédé 3 mois après Edgar le 18 janvier 1913 de tuberculose. Son fils Jan fut admis dans un « Sanatorium pour neurasthéniques » le 16 juin 1912, dont il fut libéré le 16 octobre 1912. Il devint médecin militaire pendant la Première Guerre mondiale. Il mourut à Geel le 26/11/1942. Nous ne savons pas grand-chose sur Franz, il n'était probablement plus chez Emma en 1912. Guido se maria le 11 juin 1912 et partit au Congo belge pour y occuper un poste de magistrat. Il y devint procureur général. Ses cinq enfants naquirent, les deux premiers à Boma et les trois derniers à Léopoldville. Antoine est resté avec Emma. Il était fonctionnaire au ministère des Sciences et des Arts. Il mourut à Bruxelles le 30 septembre 1920. Paul a continué à vivre avec Emma pendant longtemps. Il a été critique musical et a travaillé pour Le Soir, entre autres.
En décembre 1907, Emma était gravement malade, mais elle s'est rétablie. Elle est décédée à Ixelles le 17 février 1921 à l'âge de 69 ans.

### Collaboration avec Edgar Tinel
Tinel a mis en musique quatre poèmes du recueil « Heures Perdues » dans son opus 5: « Quatre mélodies pour chant avec accompagnement de piano ». Pour l'opus 6 : « Deux mélodies pour chant avec accompagnement de piano », il utilise également les poèmes « L'Angelus » et « Pourquoi ? » du recueil « Les Épines ».
En 1891 Emma écrivit un « Cantique de Première Communion » op. 24, qui donne le ton à Edgar.
En 1892, Edgar compose 'Feuilles d'Automne' composé sur une poésie de Mme Edgar Tinel et 'Le Chant du Cygne' (ce dernier sur une poésie de Mme E. Tinel, d'après l'allemand de E. Geibel, publié dans 'Vers et Proses, p.131), n ° 1 et 6, extraits de 'Six Mélodies', opus 40.
En 1896, Coeckelbergh écrivit la « Cantate » à Constance Teichmann pour le 50e anniversaire de Maison d'accueil Louise-Maria à Anvers. Edgar met cela en musique.
En 1902, Edgar compose l'opus 45 : « Cantique Nuptial » sur une poésie d'Emma.
Un résumé des travaux d'Edgar Tinel, qu'Emma a traduits en français :
- 1878 : opus 18 : Cantate pour l'inauguration de la statue du Père De Smet,
- 1879 : opus 20 : Kollebloemen (Roses des blés),
- 1879 : opus 22 : Cycle	de sept chansons funèbres, pour une voix et piano (Grafgezangen),
- 1886 : opus 37 : Aurora,
- 1887 : opus 36 : François
- 1890 : opus 39 : Psaume XXIX,
- 1891 : opus 27 : Psaume VI
- 1895:	Cantique à Saint Antoine.

Pour ces traductions, Emma a dû travailler très étroitement avec Edgar. Il n'est pas facile d'accorder la prosodie avec la musique.
Il est à noter que Coeckelbergh n'ait pas traduit en français « Godelieve », opus 43, (de G. Th. Antheunis) et « Katharina », opus 44, (de Florimond Van Duyse).
Beaucoup de ces ouvrages sont disponibles à la Bibliothèque royale de Belgique.

### Recueils publiés par Emma Coeckelbergh
- Conte Indien. La Mandragore, Poème, Anvers, L. de La Montagne, rue de la Vigne, 10, 1874, .64 p.
- Les	Épines - Heures Perdues,Saint-Nicolas, J. Edom, 1875, 68 p. & 87 p.
- Sentiers	perdus,	Bruxelles, Typographie de Mlle M. Weissenbruch, rue du Poinçon, 45,	1877, 144 p.
- Vers et Prose, Bruxelles, Imprimerie Scientifique Ch. Bulens, 1902, 320 p.
- Trois	poèmes d'Emma Coeckelbergh, l'épouse de Tinel, publiés dans une	anthologie de poèmes de langue française pour les écoles du	Canada : « Morceaux Dire », La Cie D'Imprimerie St-Louis, Montréal,	1918, p. 87-88. Ce sont : L’Écrin[3], Fleurs	effeuillées et Primavera tirés de Vers et Prose)
- Ce que j'aime : mélodie (Bruxelles : Katto, 1876) mise en	musique par Ernest Bergman (alias Jan Simon Eykens), compositeur.	Poème de Heures Perdues, p. 60

### Sources, notes et / ou références
- (nl) Cet article est partiellement ou en totalité issu de l’article de Wikipédia en néerlandais intitulé « Emma Coeckelbergh » (voir la liste des auteurs).

- Volkstelling, 1866, Supplement, folio 173 (Sint-Niklaas)

1. ↑   « Maria Josephina Coeckelbergh », sur stamboomonderzoek.com (consulté le 24 janvier 2021)
2. ↑  « Emma Tinel-Coeckelbergh » (consulté le 24 janvier 2021)
3. ↑   « L’Ecrin » (consulté le 24 janvier 2021)
4. ↑  (en) « Edgar Tinel Online Archief », sur edgartinel.be (consulté le 22 octobre 2021).